# Захаров-Гезехус, Илья Артемьевич
Илья Артемьевич Захаров-Гезехус (род. 1934) — специалист в области генетики, доктор биологических наук, член-корреспондент РАН (2000), награждён золотой медалью имени Н. И. Вавилова (2012).

## Биография
Родился 18 июня 1934 года в Ленинграде. Житель блокадного Ленинграда, был вывезен в эвакуацию по Ладоге летом 1942 года.
В 1951 году окончил школу с серебряной медалью.
В 1957 году окончил биолого-почвенный факультет Ленинградского государственного университета, кафедра микробиологии.
С 1957 по 1964 годы работал на кафедре генетики и селекции ЛГУ, которую на тот момент возглавлял известный генетик М. Е. Лобашёв. В 1963 году защитил кандидатскую диссертацию «Влияние температурной адаптации на наследственную изменчивость у дрожжей».
В 1965 года организовал и до 1987 года заведовал лабораторией радиационной генетики в Физико-Техническом Институте АН СССР (с 1971 года это Ленинградский Институт ядерной физики АН СССР, сейчас — ПИЯФ РАН, в городе Гатчина). В 1972 году защитил докторскую диссертацию «Проблемы радиационной генетики эукариотических микроорганизмов : генетическое изучение радиочувствительности в опытах на дрожжевых грибах и водоросли хлорелла». В 1976 году присвоено учёное звание профессора.
С 1987 года — работал в Институте общей генетики имени Н. И. Вавилова РАН (Москва), с 1992 года — заместитель директора.
26 мая 2000 года избран членом-корреспондентом РАН по Отделению биологических наук.
В 2003 году в память предков взял двойную фамилию — Захаров-Гезехус.

## Научная и общественно-организаторская деятельность
Основные труды посвящены изучению генетики микроорганизмов, цитоплазматической наследственности, мутационного процесса, популяционной биологии, а также истории биологии.
Впервые в СССР в конце 50-х годов применил генетические методы при изучении наследственности и изменчивости у дрожжей. В опытах, проведенных на дрожжах-сахаромицетах выделил первые температуро- и радиочувствительные мутанты (1966—1967).
В 1969 году открыл явление цитодукции — передача митохондриальных генетических факторов без передачи ядерных.
С середины 70-х годов 20 века изучал популяционную генетику жуков-кокцинеллид. Исследовал геногеографию популяций Европы и Сибири. Установил географические закономерности меланизма и распространения в популяциях некоторых паразитов. Изучил эффекты внутриклеточных, цитоплазматически наследуемых бактерий, которые вызывают гибель зародышей мужского пола в потомстве зараженных матерей, проанализировал популяционно-генетические аспекты явления бессамцовости и открыл две новые бактерии, влияющие на соотношение полов у жуков (1998-99).
Создатель научной школы сравнительной генетики, которая начала формироваться (на основе созданной Захаровым лаборатории в ЛИЯФ АН СССР) ещё в середине 1960-х годов. Коллектив лаборатории до настоящего времени успешно работает при поддержке грантов РФФИ и международных научных грантов.
Предложил математические методы сравнения генетических карт, которые позволили провести сопоставления генных порядков в геномах млекопитающих.
Организатор изучения митохондриальных генофондов народов Центральной Азии, в результате чего выдвинул и обосновал теория происхождения аборигенов Америки из региона Алтае-Саянского нагорья (1998—2003).
По его инициативе и при участии в лаборатории сравнительной генетики животных ИОГен РАН были развернуты исследования генетических ресурсов сельскохозяйственных животных с применением современных методов анализа ДНК-полиморфизма, изучается происхождение местных пород как памятников культуры народов России.
С 1959 по 1986 годы — разработал и читал в ЛГУ курс генетики микроорганизмов с соответствующим практикумом, издал по этому курсу два учебника (1967 и 1978 годы) и методические пособия.
Лекции в ЛГУ читал до 1986 года, позже вел педагогическую работу в МГУ.
Под его руководством защищено 30 кандидатских и 3 докторских диссертаций, он признан руководителем одной из ведущих научных школ России.
С 2006 по 2021 год был главным редактором журнала «Успехи современной биологии», с 2003 года - член редколлегии журнала «Генетика».
Автор 11 книг и около 200 научных статей.

### Членство в научных организациях
- 1971—1986 — председатель Ленинградского Отделения Общества генетиков и селекционеров (ВОГиС), вице-президент ВОГиС (1976—1977)
- заместитель председателя Научного Совета по проблемам генетики и селекции РАН, заместитель председателя Комиссии по разработке и сохранению научного наследия академика Н. И. Вавилова РАН
- 1992—2000 — член Бюро Научного совета Государственной научно-технической программы «Приоритетные направления генетики» Миннауки РФ, курировал реализацию программы по разделу общей генетики.

## Книги
- «Генетика в XX веке. Очерки по истории», посвященная развитию генетики в XX веке, и в особенности истории генетики в СССР (издана в 2003 году)
- И.А. Захаров-Гезехус. По следам Чингиз-хана. Генетик в центре Азии. — Институт компьютерных исследований, 2013. — 84 с. — ISBN 978-5-4344-0128-9.
- И.А. Захаров-Гезехус. Ученые верят в Бога. — Институт компьютерных исследований, 2015. — 108 с. — ISBN 978-5-4344-0262-0.
- И.А. Захаров-Гезехус. ГенЭтика или Рожать нельзя клонировать. — Новосибирск: Издательство СО РАН, 2003. — 63 с. — ISBN 5-7692-0624-1.
- И.А. Захаров-Гезехус. Моя генетика. — 2014. — 133 с. — ISBN 978-5-02-038505-4.
- И.А. Захаров-Гезехус. Гены, судьба, духовность. — Москва, 2015. — 59 с. — ISBN 978-5-9907591-0-7.

## Награды
- Золотая медаль имени Н. И. Вавилова (2012) — за цикл работ «Цитоплазматическая наследственность»
- Премия имени Д. К. Заболотного Украинской Академии наук (1990)
- Премия имени профессора В. С. Кирпичникова ВОГиС (2000)
- Заслуженный деятель науки Российской Федерации (1999)
- Премия МАИК-Наука
- Лауреат двух конкурсов научно-популярных статей РФФИ
- Стипендиат Государственной стипендии для выдающихся ученых (1994—1996)
- Стипендиат Государственной научной стипендии (1997—1999)